# Gran Premi de Gran Bretanya de Motocròs 250cc
|  | Per a altres significats, vegeu «Gran Premi de Gran Bretanya de Motocròs». |

El Gran Premi de Gran Bretanya de Motocròs en la cilindrada de 250cc (en anglès, 250 cc Moto-Cross Grand Prix of Great Britain o, senzillament, 250 cc British Moto-Cross Grand Prix), abreujat GP de Gran Bretanya de 250cc, fou una prova internacional de motocròs que es va celebrar anualment a la Gran Bretanya entre el 1958 i el 1999, és a dir, des de la segona edició del Campionat d'Europa fins a pocs anys abans del final del Campionat del Món d'aquesta cilindrada (el 2004, la històrica categoria de 250cc fou reconvertida a la nova MX1, actual MXGP).
Dins la seva cilindrada, el GP de Gran Bretanya de 250cc era un de més antics de que es disputaven a l'època i, juntament amb els de Bèlgica, Països Baixos i Espanya, un de més prestigiosos. Al llarg dels anys, el Gran Premi es disputà en un total de 13 circuits diferents, per bé que els més habituals fins a la dècada del 1990 varen ser els de Dodington Park i Hawkstone Park, amb 5 i 6 edicions respectivament. D'ençà de l'edició de 1992, però, només es va fer servir el de Foxhill, amb un total de 8 edicions consecutives fins al 1999.

## Edicions
| Circuit              | Població/Àrea          | Comtat/País     | Data usual | De   | A    | Edicions |
| -------------------- | ---------------------- | --------------- | ---------- | ---- | ---- | -------- |
| Benham Park          | Speen                  | Berkshire       | A l'estiu  | 1958 | 1959 | 2        |
| Shrubland Park       | Barham                 | Suffolk         | Al juliol  | 1960 | 1963 | 3        |
| Glastonbury          | Glastonbury            | Somerset        | Al juliol  | 1962 | 1965 | 2        |
| Cadwell Park         | Louth                  | Lincolnshire    | Al juny    | 1964 | 1964 | 1        |
| Halstead             | Halstead               | Essex           | Al juliol  | 1967 | 1967 | 1        |
| Dodington Park       | Dodington              | Gloucestershire | A l'agost  | 1968 | 1972 | 5        |
| Portsmouth - Chalton | Portsmouth             | Hampshire       | Al juny    | 1974 | 1975 | 2        |
| Newbury              | Newbury                | Berkshire       | Al maig    | 1976 | 1984 | 2        |
| Hawkstone Park       | Weston-under-Redcastle | Shropshire      | Al juny    | 1977 | 1987 | 6        |
| Kilmartin            | Argyll and Bute        | Escòcia         | Al juny    | 1978 | 1978 | 1        |
| Farleigh Castle      | Farleigh Hungerford    | Somerset        | Al juny    | 1986 | 1986 | 1        |
| Asham Wood           | Downhead               | Somerset        | Al maig    | 1988 | 1988 | 1        |
| Foxhill              | Wanborough             | Wiltshire       | Al juny    | 1992 | 1999 | 8        |
| Total                | 13                     |                 |            |      |      | 35       |

Noms en gaèlic escocès
1. ↑  Cille Mhàrtainn
2. ↑  Earra-Ghàidheal agus Bòd

## Palmarès
Font:
| Edició | Any  | Lloc                     | Data            | Guanyador          | Guanyador     |
| ------ | ---- | ------------------------ | --------------- | ------------------ | ------------- |
| I      | 1958 | Benham Park              | 14-15 de juny   | Jaromír Čížek      | Jawa          |
| II     | 1959 | Benham Park              | 18-19 de juliol | Rolf Tibblin       | Husqvarna     |
| III    | 1960 | Shrubland Park           | 16-17 de juliol | Jeff Smith         | BSA           |
| IV     | 1961 | Shrubland Park           | 15-16 de juliol | Dave Bickers       | Greeves       |
| V      | 1962 | Glastonbury              | 14-15 de juliol | Dave Bickers       | Greeves       |
| VI     | 1963 | Shrubland Park           | 15-16 de juny   | Torsten Hallman    | Husqvarna     |
| VII    | 1964 | Cadwell Park             | 27-28 de juny   | Joël Robert        | ČZ            |
| VIII   | 1965 | Glastonbury              | 17-18 de juliol | Dave Bickers       | Greeves       |
|        | 1966 | No es disputà            | No es disputà   | No es disputà      | No es disputà |
| IX     | 1967 | Halstead                 | 8-9 de juliol   | Joël Robert        | ČZ            |
| X      | 1968 | Dodington Park           | 10-11 d'agost   | Joël Robert        | ČZ            |
| XI     | 1969 | Dodington Park           | 28-29 de juny   | Sylvain Geboers    | ČZ            |
| XII    | 1970 | Dodington Park           | 27-28 de juny   | Joël Robert        | Suzuki        |
| XIII   | 1971 | Dodington Park           | 21-22 d'agost   | Joël Robert        | Suzuki        |
| XIV    | 1972 | Dodington Park           | 19-20 d'agost   | Jaroslav Falta     | ČZ            |
|        | 1973 | No es disputà            | No es disputà   | No es disputà      | No es disputà |
| XV     | 1974 | Portsmouth               | 1-2 de juny     | Thorleif Hansen    | Kawasaki      |
| XVI    | 1975 | Portsmouth               | 21-22 de juny   | Harry Everts       | Puch          |
| XVII   | 1976 | Newbury                  | 19-20 de juny   | Guennady Moiseev   | KTM           |
| XVIII  | 1977 | Hawkstone Park           | 30-31 de juny   | Guennady Moiseev   | KTM           |
| XIX    | 1978 | Kilmartin                | 17-18 de juny   | Guennady Moiseev   | KTM           |
|        | 1979 | No es disputà            | No es disputà   | No es disputà      | No es disputà |
| XX     | 1980 | Hawkstone Park           | 21-22 de juny   | Georges Jobé       | Suzuki        |
| XXI    | 1981 | Hawkstone Park           | 20-21 de juny   | Kees van der Ven   | KTM           |
| XXII   | 1982 | Hawkstone Park           | 12-13 de juny   | Danny LaPorte      | Yamaha        |
| XXIII  | 1983 | Hawkstone Park           | 18-19 de juny   | Georges Jobé       | Suzuki        |
| XXIV   | 1984 | Newbury                  | 19-20 de maig   | Jeremy Whatley     | Suzuki        |
|        | 1985 | No es disputà            | No es disputà   | No es disputà      | No es disputà |
| XXV    | 1986 | Farleigh Castle          | 7-8 de juny     | Jacky Vimond       | Yamaha        |
| XXVI   | 1987 | Hawkstone Park           | 9-10 de maig    | Pekka Vehkonen     | Cagiva        |
| XXVII  | 1988 | Asham Wood               | 21-22 de maig   | John van den Berk  | Yamaha        |
|        |      | 1989-1991: No es disputà |                 |                    |               |
| XXVIII | 1992 | Foxhill                  | 20-21 de juny   | Bob Moore          | Yamaha        |
| XXIX   | 1993 | Foxhill                  | 19-20 de juny   | Greg Albertyn      | Honda         |
| XXX    | 1994 | Foxhill                  | 18-19 de juny   | Yves Demaria       | Honda         |
| XXXI   | 1995 | Foxhill                  | 10-11 de juny   | Stefan Everts      | Kawasaki      |
| XXXII  | 1996 | Foxhill                  | 22-23 de juny   | Stefan Everts      | Honda         |
| XXXIII | 1997 | Foxhill                  | 24-25 de maig   | Stefan Everts      | Honda         |
| XXXIV  | 1998 | Foxhill                  | 23-24 de maig   | Sébastien Tortelli | Kawasaki      |
| XXXV   | 1999 | Foxhill                  | 29-30 de maig   | Remy Van Rees      | Kawasaki      |

## Estadístiques
S'han considerat tots els resultats compresos entre el 1958 i el 1999.

### Guanyadors múltiples
| Pilot            | Victòries |
| ---------------- | --------- |
| Joël Robert      | 5         |
| Guennady Moiseev | 3         |
| Stefan Everts    | 3         |
| Dave Bickers     | 2         |
| Georges Jobé     | 2         |

### Victòries per país
| País           | Victòries |
| -------------- | --------- |
| Bèlgica        | 12        |
| Regne Unit     | 5         |
| Suècia         | 3         |
| Unió Soviètica | 3         |
| França         | 3         |
| Països Baixos  | 3         |
| Txecoslovàquia | 2         |
| Estats Units   | 2         |
| Finlàndia      | 1         |
| Sud-àfrica     | 1         |
| Total          | 35        |

### Victòries per marca
| Marca     | Victòries |
| --------- | --------- |
| Suzuki    | 5         |
| ČZ        | 5         |
| Yamaha    | 4         |
| Honda     | 4         |
| Kawasaki  | 4         |
| KTM       | 4         |
| Greeves   | 3         |
| Husqvarna | 2         |
| BSA       | 1         |
| Jawa      | 1         |
| Puch      | 1         |
| Cagiva    | 1         |
| Total     | 35        |